# Jōri (Japan)
Jōri (jap. 条理) bezeichnet eine Rechtsquelle und Auslegungsregel des japanischen Rechts.
Die Bedeutungsnuancen des Wortes in anderen Sprachen einzufangen ist schwierig. So finden sich „Natur der Sache“, „reason“ („Vernunft“), „nature des choses“ („Natur der Dinge“), „natürliche Vernunft“. Noda sieht Ähnlichkeit mit der „recta ratio“ (etwa: „gesunde, normale Vernunft“) Ciceros oder den „principes généraux du droit“ („[ungeschriebene] allgemeine Rechtsprinzipien“). In § 3 des (nach wie vor gültigen) Dajōkan-Erlasses Nr. 103 von 1875 (裁判事務心得, saiban jimu kokoroe) wird jōri als dritte Rechtsquelle neben geschriebenem und Gewohnheitsrecht genannt und sollte Verbindungselement zwischen altem und neuem Recht sein und das Rechtsdenken in einen historisch gewachsenen Rahmen stellen: „Jôri ist […] auch ein Wertungsmaßstab, der nicht Modeerscheinungen unterworfen, andererseits aber auch nicht der Statik verpflichtet ist.“
In der Rechtspraxis wird der Begriff vor allem im Internationalen Privatrecht relevant, wo er neben dem Grundsatz ordre public (公の秩序, ōyake no chitsujo, oder selten kō no chitsujo) eigenständige Bedeutung hat.